# Senoculus gracilis
Espèce
Synonymes
- Stenoctenus gracilis Keyserling, 1879
- Labdacus parallelus Simon, 1880
- Stenoctenus pallidus F. O. Pickard-Cambridge, 1897

Senoculus gracilis est une espèce d'araignées aranéomorphes de la famille des Senoculidae.

## Distribution
Cette espèce se rencontre du Guyana à l'Argentine.

## Description
Le mâle holotype mesure 8,0 mm.

## Publication originale
- Keyserling, 1879 : Neue Spinnen aus Amerika. Verhandlungen der Kaiserlich-Königlichen Zoologisch-Botanischen Gesellschaft in Wien, vol. 29, p. 293-349 (texte intégral).